# هوانغ بو را
هوانغ بو را (بالكورية: 황보라)‏ هي ممثلة كورية جنوبية. ولدت يوم 2 أكتوبر 1983 في بوسان في كوريا الجنوبية.

## روابط خارجية
- هوانغ بو را على موقع IMDb (الإنجليزية)
- هوانغ بو را على موقع قاعدة بيانات الفيلم (الإنجليزية)